# Lakshya Sen
Lakshya Sen (16 de agosto de 2001) es un deportista indio que compite en bádminton. Ganó una medalla de bronce en el Campeonato Mundial de Bádminton de 2021 en la prueba individual.

## Palmarés internacional
| Campeonato Mundial | Campeonato Mundial | Campeonato Mundial | Campeonato Mundial |
| Año                | Lugar              | Medalla            | Prueba             |
| ------------------ | ------------------ | ------------------ | ------------------ |
| 2021               | Huelva (España)    | Medalla de bronce  | Individual         |